# Marcassite

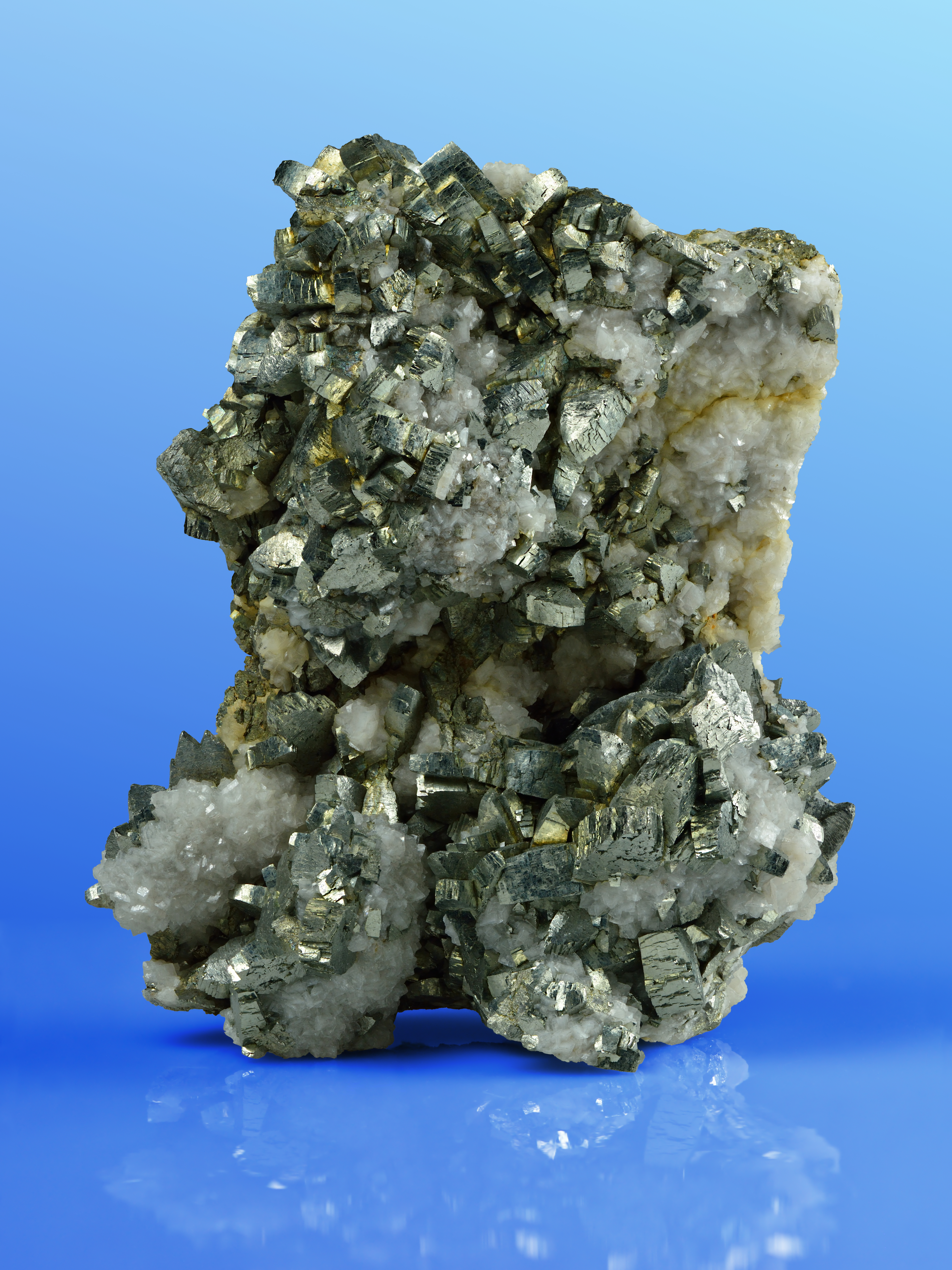
Marcassite

La marcassite, ou marcasite, est une espèce minérale composée de disulfure de fer (FeS2), polymorphe orthorhombique de la pyrite.

## Historique de la description et appellations

### Histoire
La marcassite est connue dès le Paléolithique supérieur, mais aussi au Mésolithique et au Néolithique, où elle servait, comme la pyrite, à produire du feu par percussion.
En effet, la faible énergie d'activation due au choc d'une pierre dure sur la marcassite suffit à déclencher la réaction d'oxydation exothermique (combustion) des particules de soufre et de fer arrachées. Ces particules incandescentes (étincelle chaude) sont immédiatement réceptionnées sur une matière végétale très fine et aérée, de type amadou, pour former une braise.

### Inventeur et étymologie
Elle a été distinguée de la pyrite, avec laquelle on la confondait, en 1814 grâce aux recherches du minéralogiste français René Just Haüy. Elle fut décrite ensuite par Wilhelm Karl Ritter von Haidinger en 1845. Son nom dérive de l'ancien arabe marqachita, devenu marchasita en latin médiéval qui désignait la pyrite et les minéraux semblables.

### Topotype
Non référencé pour cette espèce.

### Synonymie
Le nom international est Marcasite, le terme « marcassite » étant le terme francophone.
La confusion entre pyrite et marcassite explique la profusion des synonymes :
- alasanite ;
- alazanite ;
- binarite ;
- binarkies ;
- capillose (terme commun avec la millérite) ;
- fer sulfuré blanc (Haüy)[4] ;
- hépatopyrite[5] ;
- hydropyrite (Georgius Agricola)[6] ;
- poliopyrites (Glocker 1839)[7] ;
- pyrite blanche : terme commun avec l'arsénopyrite[8] ;
- pyrite crêtée, ou crète de coq (Delamétherie)[9] ;
- pyrite lamelleuse[10] ;
- pyrite rhomboïdale, ou marcassite rhomboïdale (Romé de L'Isle) ;
- pyrite rayonnée (Bronchant).

## Caractéristiques physico-chimiques

### Critères de détermination
La marcassite est plus facilement altérable que la pyrite surtout en atmosphère humide, dans ce cas il y a formation de sulfate ferreux et libération d'acide sulfurique, mais il semble que ce soit toujours la coexistence du couple marcassite-pyrite qui déclenche rapidement l'oxydation. Dans un tube fermé, donne un sublimé de soufre et un résidu magnétique. Faiblement attaqué par l'acide chlorhydrique à froid, mais totalement décomposé par l'acide nitrique avec libération de soufre qui surnage sur la solution. La marcassite se différencie de la pyrite par les formes cristallines, le clivage et la teinte plus claire.

### Variétés et mélanges
bluéite (S.H.Emmons 182)variété nickélifère de marcassite trouvée à Denison et Drury Townships, Sudbury Dist., Ontario, Canada.
lonchidite (Breithaupt)variété arsénifère de marcassite, trouvée à Churprinz Friedrich August Erbstolln Mine (Churprinz Mine ; Kurprinz Mine), Großschirma, Freiberg, Erzgebirge, Saxe, Allemagne ; de formule idéale Fe(S,As)2.
Synonymes pour cette variété :
- kausimkies,
- kyrosite (Breithaupt)[13], (souvent déformée en cyrosite[14]),
- lonchandite,
- métalonchidite (Sandberger) décrite à Bernhard Mine près Hausach (Baden) Allemagne[15].

sperkisedésigne une marcassite présentant, sur {101}, des macles en fer de lance (dites macles de la sperkise). Sperkise dérive de l'allemand Speerkies (Speer signifiant lance et Kies gravier ou caillou). Cette macle est très courante dans les marcassites d'origine crayeuse, particulièrement celles du cap Blanc-Nez (Haut-Boulonnais, crétacé).

### Cristallochimie
- C'est le polymorphe orthorhombique de la pyrite.
- Elle sert de chef de file à un groupe de minéraux isostructuraux.

Le groupe de la marcassite
Le groupe de la marcassite est constitué de minéraux du système cristallin orthorhombique, dont la formule générique est AX2, où A est un métal tel que le fer, le cobalt, le nickel, l’osmium, l’iridium ou le ruthénium ; X pouvant être le soufre, l’arsenic, le sélénium et ou le tellure.
Ce groupe comprend :
- l'anduoïte Arséniure de ruthénium et d'osmium ;
- la ferrosélite Séléniure de fer ;
- la frohbergite  Tellurure de fer ;
- la hastite Séléniure de cobalt ;
- l'iridarsenite Arséniure d'iridium et de ruthénium ;
- la kullerudite Séléniure de nickel ;
- la marcassite Sulfure de fer ;
- la mattagamite  Tellurure de cobalt ;
- l'omeiite Arséniure d'osmium et de ruthénium ;
- la löllingite Arséniure de fer (elle forme un sous groupe).

### Cristallographie
- Elle cristallise dans le groupe d'espace Pnnm. Le groupe S2 forme un empilement idéalement hexagonal dans la marcassite, cubique dans la pyrite. La disposition du fer dans les octaèdres formés par le soufre, ainsi que la déformation de ces octaèdres, réduit la symétrie à orthorhombique. La structure de la marcassite est reliée à celle de la pyrrhotite comme la structure de la pyrite est reliée à celle de la galène.
- Paramètres de la maille conventionnelle : a = 4.445 Å, b = 5.425 Å, c = 3.388 Å, Z = 2; V = 81.70 Å3
- Densité calculée = 4,88 g/cm3

### Propriétés physiques
Habitus
La marcassite donne normalement des masses micro-cristallines.

### Propriétés chimiques
La marcassite est très sensible à une trop forte hygrométrie. En environnement trop humide, elle se décompose en formant de petits cristaux d'un sulfate de fer hydraté, la mélantérite, de formule FeSO4 7H2O, et de l'acide sulfurique H2SO4. Elle peut aussi s'oxyder en produisant des oxydes de fer tels que limonite et hématite et toujours de l'acide sulfurique. Les collectionneurs sont familiers de ces phénomènes d'oxydation : il est fréquent de retrouver à l'ancien emplacement d'un échantillon de marcassite un petit amas grisâtre d'oxydes de fer pulvérulents sur une tache jaunâtre d'acide sulfurique. Une parade à cette décomposition consiste à laquer ou vernir l'échantillon.

## Gîtes et gisements

### Gîtologie et minéraux associés
Gîtologie
- Elle se forme dans la zone de réduction, à partir de solutions acides contenant des ions fer et sulfure.
- On la trouve dans les roches carbonatées, carbonées mais aussi les roches métamorphiques d'origine sédimentaire.
- Par dépôt hydrothermal de basse température.

Minéraux associés
- Pyrite, pyrrhotite, galène, sphalérite, fluorine, dolomite, calcite.

### Gisements producteurs de spécimens remarquables
- Belgique

Carrière de Beez près Namur
- France

Carrière de la Lande, Plumelin, Morbihan
Champagne crayeuse. On la trouve assez fréquemment dans la craie sous forme de sphère irrégulière, à structure interne rayonnée. Elle était localement appelée "Boule de tonnerre" du fait de la croyance que ces sphères naissaient de la foudre frappant le sol.
Cap Blanc-Nez (commune d'Escalles), Pas-de-Calais, Nord-Pas-de-Calais
Mine de Marsanges, Marsanges, Langeac, Haute-Loire
- Roumanie

Roşia Montanã (Verespatak ; Vöröspatak ; Goldbach), Comté d'Alba.
- Tchéquie

Lomnice, Sokolov, Région de Karlovy Vary, Bohème.
Espagne
Mine de Reocín, Reocín, Cantabria.

## Galerie

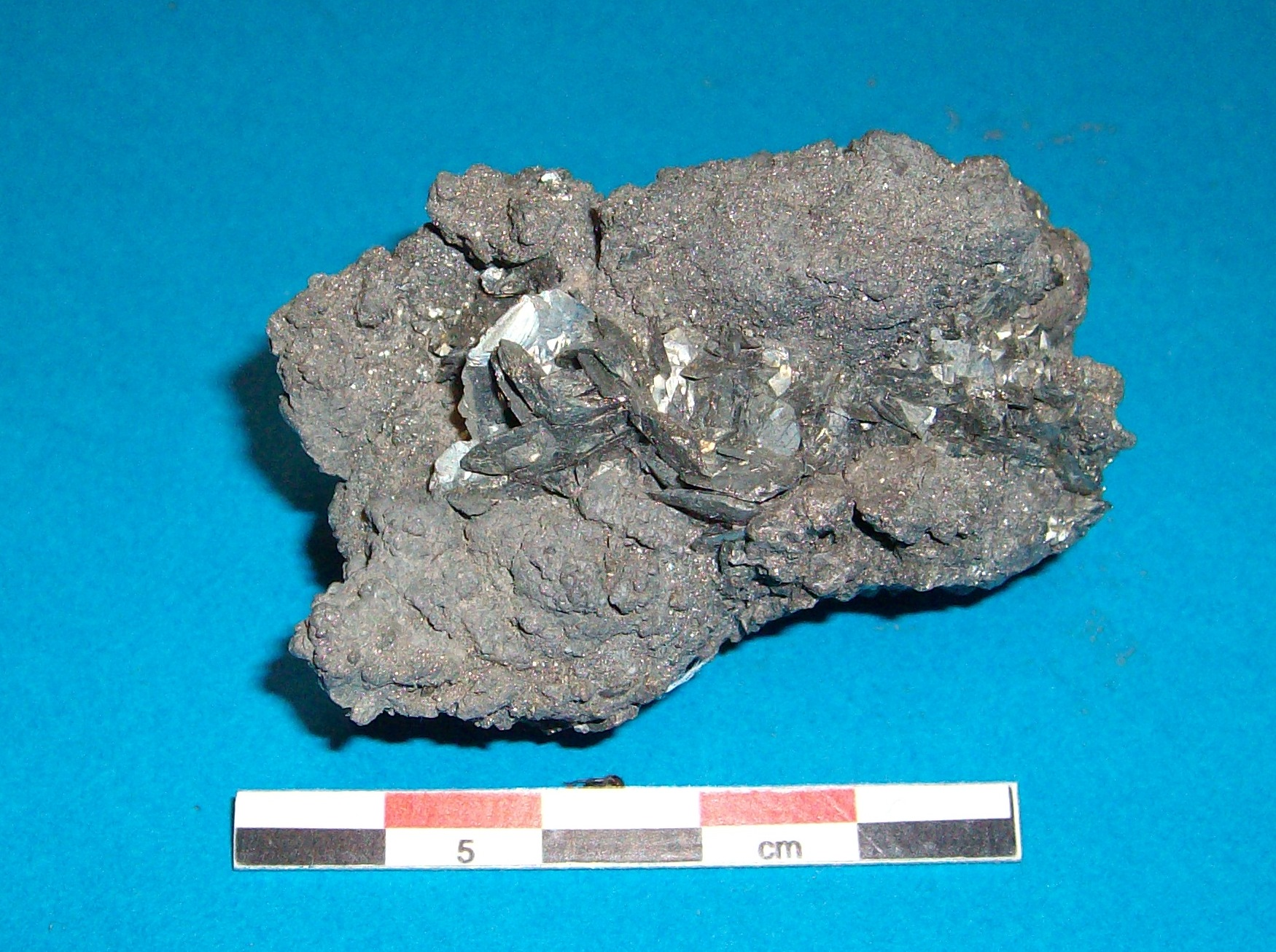
Marcassite du lignite (Sokolov, Tchéquie), présentant une association cyclique de cristaux, typique de l'espèce minérale.
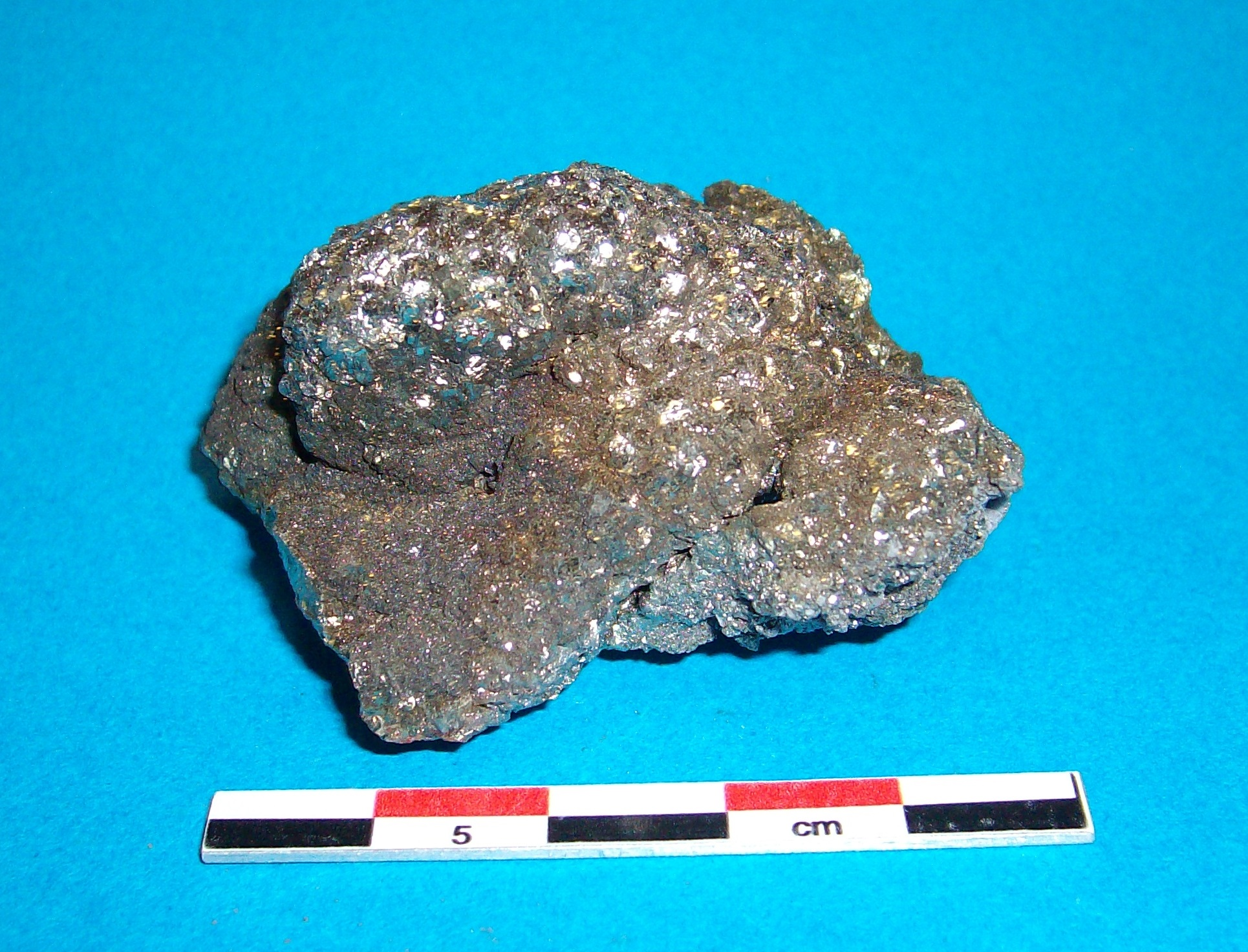
Encroûtante sur grès calcaire d'âge primaire (carrière de Beez). Belgique.
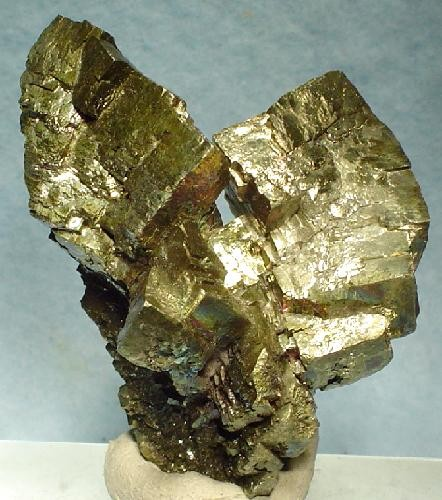
Skull Point Mine, Kemmerer, Comté de Lincoln, Wyoming, États-Unis
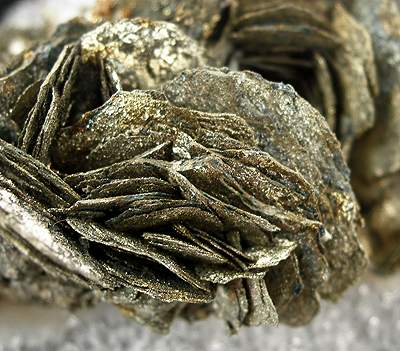
Roşia Montanã (Verespatak ; Vöröspatak; Goldbach), comté d'Alba, Roumanie.

## Exploitation des gisements
Utilisations
Elle est un minéral commun quoique beaucoup moins que la pyrite, mais elle n'a aucune importance économique.
(Pré)Historiquement elle a été utilisée comme briquet à percussion.